# الدويهي
بيت الدويهي (أيضًا «آل الدويهي» وفي بعض الحالات دويهي، (بالفرنسية: de Douai)، هي عائلة نبيلة لبنانية ومشرقية مهمة من أصول سورية سريانية. فالتقاليد المحفوظة في العائلة الدويهية والمستقاة من الجدود تبين أن العائلة جاءت إلى لبنان من جهات شرق سوريا» (أصدق ما كان عن تاريخ لبنان جـ2 ص 82)، ويضيف: «لقد انطوت شجرة العائلة الدويهية على أسماء أسر باقية حتى اليوم في صدد ومنها: حبلص (اليوم آل فرح)، ووهبة (اليوم آل الخليل)، وشحادة ويقال لهم شقير، وقرقور، وتادرس». .
على مر التاريخ، وهب الدويهيون المجتمع بمجموعة كاملة من رجال السيوف والجبب (جمع جبة: رداء الكاهن) البارزين. يُعرف الدويهيون أيضًا بأنهم محبوبون ومحترمون للغاية من قبل رعاياهم، ومن المعروف أيضًا أنهم عائلة متدينة، ومن بينهم أربعة بطاركة معروفين، سبعة عشر أسقفًا، ومئات الرهبان والراهبات.
في 26 كانون الثاني (يناير) 2006، أعلن مجمع القديسين في الڤاتيكان بداية مسيرة تقديس البطريرك اسطفان الدويهي.
إنها عائلة ضخمة متجذرة في أراضي إهدن، قاديشا، والخزاحية، حيث تتحد جذورها مع تاريخ الموارنة منذ ألف عام على الأقل. كان للعائلة وجود كبير في الجليل قبل عام 1948، لكن أعدادها تضاءلت في الأراضي المقدسة بشكل عام منذ ذلك الحين، مع انتقال معظم أفراد العشيرة الفلسطينية إلى أوروپا وأميريكا الجنوبية، وكذلك لبنان.
حتى اليوم، لا تزال العشيرة تكتسب شهرة على الساحة الوطنية كأساتذة، أكاديميين، فنانين، دبلوماسيين، عمد الشرطة والجيش، وأعضاء البرلمان والوزراء.

## أصول
علم الأنساب في الشرق الأوسط، وخاصة العائلات المسيحية في سوريا، لبنان، والأراضي المقدسة، معقد للغاية ويعتمد على التقاليد الشفهية أكثر بكثير من التقاليد المكتوبة.
في العصور الوسطى عندما كان الصليبيون يحكمون طرابلس، كان يعيش في المنطقة شعب مختلط، وهذا نتيجة غريبة للزيجات المختلطة بين المسيحيين من أوروپا والمسيحيين المحليين (الموارنة، الملكيين، إلخ.). لم يكن غريبًا أن يكون الطرابلسي من أصل فرنسي (ولكن من ثقافة مسيحية محلية)، متزوجًا من مسيحي محلي، مع صهر إڠريقي وزوجة ابن أرمنية أو سريانية.
حتى يومنا هذا، يمكن إيجاد العديد من الأشخاص من أصل صليبي في لبنان، الأرض المقدسة، الأردن، وسوريا. آل الدويهي هم من نسل الفرنسيين الذين أتوا من مدينة دويه (دواي) شمال فرنسا، عاصمة دوقية أوستريڤانت الفرنجة القديمة (لا يزال شعار النبالة لعائلة دواي مستخدم كشعار النبالة من أوستريڤانت). في الحملة الصليبية الأولى، كان الكونت أنسيلمي الثاني دو ريبمونت دو أوستريڤانت هو «اليد اليمنى» لڠودفروا دو بويلون في الشرق، لذلك قد يفترض المرء أن أسلافه كانوا على صلة بعائلة دو ريبمونت دو أوستريڤانت.
إذا كان إرميا العمشيتي من آل الدويي، كما دوّن البطريرك إسطفان الدويهي، فهذا يعني أن أسلاف العائلة قد «استشرِقوا» بعد الحملة الصليبية الأولى 1096-1099. انتشر آل الدويهي عبر المشرق، بما في ذلك سوريا وإسرائيل.

## روابط خارجية
- آل الدويهي
- البطريرك الدويهي
- الرسام صليبا الدويهي
- حلويات الدويهي
- جمعية البطريرك الدويهي
- شجرة عائلة اهدن